# Inmigración eslovena en Uruguay
La inmigración eslovena en Uruguay es el movimiento migratorio de ciudadanos provenientes de Eslovenia hacia territorio uruguayo. A pesar de no haber sido tan numerosa como otras corrientes europeas, se trata de la tercera comunidad eslovena más grande de América del Sur.

## Historia
Los primeros inmigrantes de los territorios tradicionales de Eslovenia llegaron a Uruguay a finales del siglo XIX, no obstante, la inmigración se acentuó durante las dos guerras mundiales. Provenían principalmente de la región de Transmurania y del litoral esloveno.
En 1935, con el objetivo de mantener sus tradiciones y costumbres, así como de reunir a los inmigrantes eslovenos en el país, se fundó en Montevideo, la Primera Sociedad Eslovena Transmurana, la más antigua de América del Sur. Para entonces, la comunidad eslovena en Uruguay estaba formada por aproximadamente 1.500 personas.

## Personalidades destacadas
- Vid Cencic, ciclista
- Enzo Vogrincic, actor